# Dálite
O termo dálite (dalit) foi utilizado pela primeira vez em finais do século XIX pelo ativista Jyotirao Phule para designar o que, no sistema de castas na Índia, são designados como "xudras", grupo formado por trabalhadores braçais, considerados pelos escritos bramânicos, sobretudo o Manava Darmaxastra, como "intocáveis" e impuros. O termo deriva de uma palavra em sânscrito que significa tanto "chão" quanto "feito aos pedaços". Desse modo, conota que a condição dos "dálites" é de oprimido e, portanto, não podem reverter essa situação. O termo, assim, é considerado preferível, pelos ativistas e intelectuais dálites, aos mais pejorativos "xudra" e "intocáveis".
Uma das mais relevantes personalidades dálites do século XX foi B.R. Ambedkar, jurista e primeiro ministro da justiça da Índia livre. Boa parte da resistência dos dálites no século XX advém de sua herança intelectual. Dentre os instrumentos constitucionais que a ele são devidos, consta a liberdade religiosa e proibição da intocabilidade - embora, na prática, muito preconceito ainda esteja vigente, mesmo nos dias de hoje.

## Contexto
O principal texto a organizar a sociedade de castas do hinduísmo são as Leis de Manu, ou Manavadarmasastra (em sânscrito). Segundo tal texto, recorrendo a um mito mais antigo dos Vedas, a criação foi assim realizada:
Brama criou os homens a partir das várias partes do seu corpo, gerando assim as castas:
- brâmanes: os guardiões da ciência e os sacerdotes, que se originaram da boca de Brahma;
- xátria: guerreiros e governantes, criados a partir dos braços da divindade;
- vaixás: agricultores, pastores e comerciantes, originados das suas coxas;
- sudras: servos, originados dos seus pés.

Há, apenas, essas quatro castas no sistema tradicional, não existindo uma quinta. Há muita confusão entre dois termos sânscritos, igualmente traduzidos por "casta", ou seja, "varna" e "jati". A primeira é em número de quatro, e apenas quatro. As jatis, por sua vez, são inúmeras. São comunidades endogâmicas, cada qual alocada numa posição no sistema anterior, de quatro castas.
Gandhi foi um grande crítico da exclusão dos dálites e os definiu como harijans, filhos de Hari. Suas críticas, porém, foram consideradas insuficientes por Ambedkar, por considerá-las de teor paternalista e, dessa forma, depreciativa quanto à liberdade e respeito em relação aos dálites. Tal impasse gerou inúmeros conflitos entre as duas grandes personalidades da independência indiana, incluindo uma greve de fome por parte de Gandhi, que não aceitava a destinação diferenciada de vagas nas universidades aos dálites, naquilo que é considerada uma das primeiras ações afirmativas em todo o mundo, proposta por Ambedkar. A partir das propostas desse último, a Constituição de 1947 não apenas proibiu a discriminação por castas, como instituiu leis específicas para promoções afirmativas e o acesso à educação e a postos de trabalho melhor remunerados.
Hoje em dia o sistema de castas da Índia é proibido, embora subsistam diferenciações em situações religiosas. Socialmente, pessoas de origem dálite podem  alcançar lugares de destaque na sociedade. Em 1997, a Índia elegeu  K. R. Narayanan, de origem dálite, enquanto presidente da Índia.

## Subgrupos
Os dálites do norte da Índia incluem os dombas, chandalas,  aqueles que trabalham com couro ( os chamar), com carcaças de animais (os mahar), os fazendeiros pobres, trabalhadores sem terra, escavadores de fossas (os bhangi), artesãos de rua, artistas folclóricos, varredores (chura) e lavadores de rua (dhobi). No sul da Índia, destacam-se os paraya, pulaya, mala, madiga como os mais importantes grupos dálites.

## Etimologia e uso
A palavra dálite é uma forma vernacular do sânscrito दलित (dalita). Em sânscrito clássico, isso significa "dividido, dividido, quebrado, disperso". Esta palavra foi reutilizada no sânscrito do século XIX para significar "(uma pessoa) não pertencente a uma das quatro castas brâmanes". Foi talvez o primeiro a ser usado neste sentido pelo reformador social baseado em Pune, no contexto da opressão enfrentada pelas antigas castas "intocáveis" de outros hindus.

## Intocáveis
Os intocáveis, na sociedade hindu, são aqueles que realizam trabalhos considerados indignos, sujos, tais como lidar com os mortos (animais ou pessoas), com o lixo ou outras atividades que requerem constante contato com aquilo que o resto da sociedade indiana considera abjeto e desagradável. São considerados individualmente imundos, impuros, e portanto não podem ter contato físico com os 'puros', vivendo separados das outras pessoas. Ninguém pode interferir na sua vida social, pois os intocáveis são considerados menos que humanos; portanto não são parte do sistema de castas. Embora esse sistema tenha sido abolido pela constituição do país, observa-se, na prática, que muitas comunidades continuam ligadas aos trabalhos que lhes eram tradicionalmente destinados; casam-se entre si e sofrem discriminação social, o que denota a permanência da sociedade de castas.
Umas das principais restrições enfrentadas por dálites ao longo de toda a história é a de não poderem adentrar os templos, pois se supõe que iriam conspurcá-los. Essa tradição é objeto de crítica por parte de grandes reformadores sociais e poetas, como Kabir, desde os tempos medievais. 